# ديفيد روزين (حاخام)
ديفيد روزين (بالعبرية: דוד רוזן‏) (بالإنجليزية: David Rosen)‏ هو حاخام يهودي بريطاني وإسرائيلي، و المدير الدولي للشؤون الدينية باللجنة اليهودية الأمريكيةولد في 1951 في نيوبري ‏ في المملكة المتحدة. ذكرت صحيفة يديعوت أحرنوت الإسرائيلية في عام 2012 أن الملك عبدالله بن عبدالعزيز وافق على تعيينه مستشار بمركز الملك عبدالله للحوار بين أتباع الأديان و الثقافات في النمسا و في عام 2020 إلتقى بالملك سلمان بن عبدالعزيز في العاصمة السعودية الرياض ضمن وفد مركز الملك عبدالله للحوار بين أتباع الأديان و الثقافات